# Lonneke Slöetjes
Lonneke Slöetjes, född 15 november 1990, är en nederländsk (tidigare) volleybollspelare (vänsterspiker). 
Slöetjes spelade med Nederländernas landslag och tog med dem silver vid EM 2015 och 2017. På klubbnivå spelade hon med klubbar i Nederländerna, Tyskland, Italien och Turkiet. Med klubben Vakifbank SK vann hon både CEV Champions League och VM för klubblag två gånger.
Slöetjes utsågs till bästa vänsterspiker vid OS 2016 samt vid EM 2015 och 2017. Hon avslutade sin karriär 2021.